# Riudecanyes
Riudecanyes település Spanyolországban, Tarragona tartományban. Riudecanyes Mont-roig del Camp, Riudecols, Botarell, Montbrió del Camp, Vilanova d’Escornalbou, L'Argentera és Duesaigües községekkel határos. Lakosainak száma 1345 fő (2024).

## Népesség
A település népessége az elmúlt években az alábbi módon változott:
| Lakosok száma | 486  | 1036 | 1010 | 760  | 578  | 764  | 1083 | 1142 | 1124 | 1345 |
|               | 1717 | 1887 | 1936 | 1960 | 1986 | 2004 | 2009 | 2014 | 2019 | 2024 |